# James Tomkins (Fußballspieler)
James Oliver Charles Tomkins (* 29. März 1989 in Basildon) ist ein englischer Fußballspieler, der bei Crystal Palace in der Premier League unter Vertrag steht.

## Karriere
Im Alter von sieben Jahren wurde James Tomkins von West Ham United entdeckt und spielte fortan in deren Jugendakademie. Er begann als Stürmer, bevor er später seine heutige Position, Innenverteidiger, erlernte.
Tomkins machte sein Premier-League-Debüt am 22. März 2008 beim Auswärtsspiel gegen den FC Everton, welches 1:1 endete. Durch die jeweiligen Verletzungen der gestandenen Innenverteidiger Danny Gabbidon, James Collins und Matthew Upson bekam er weitere Einsätze und wurde schließlich zum Young Hammer of the Year für die Saison 2007/08 gewählt.
Am 27. November 2008 wechselte Tomkins auf Leihbasis zu Derby County. Er debütierte für Derby bei deren 3:0-Niederlage gegen Burnley am 29. November 2008. Am 31. Dezember 2008 wurde er von Gianfranco Zola zurück zu West Ham berufen. Am 4. April 2009 gelang ihm beim 2:0 gegen Sunderland schließlich, nach einer Ecke von Mark Noble, sein erstes Tor in der Premier League. Im selben Monat wurde er mit einem langfristigen Vertrag ausgestattet.
Nach dem Weggang von Collins und der stetigen Verletzung Gabbidons, behielt Tomkins seinen Platz in der Startelf zu Beginn der Saison 2009/10, obwohl er diesen Platz zwischendurch an Neuzugang Manuel da Costa verlor.
In der Premier-League-Saison 2010/11 war er in der Hinrunde wieder in den meisten Spielen Partner von Kapitän Matthew Upson in der Innenverteidigung. Nach einigen schwachen Auftritten zu Beginn der Saison wurde Tomkins im Laufe der Saison sicherer, auch wenn er nicht ganz fehlerfrei blieb. Seine Leistungssteigerung konnte aber auch nicht verhindern, dass West Ham am Ende als Tabellenletzter in die zweite Liga abstieg. In der Football League Championship 2011/12 schaffte Tomkins mit den Hammers den direkten Wiederaufstieg.
Zur Saison 2016/2017 wechselte Tomkins innerhalb der Premier League zu Crystal Palace. Die Ablösesumme lag bei 10 Millionen Pfund.